# Dargové
Dargové (dargsky: дарганти, darganti) jsou severokavkazská etnická skupina. Nejvíce Dargů žije v Rusku, konkrétně v Dagestánu. Podle ruského sčítání lidu z roku 2021 žije na území Ruské federace 626 601 Dargů, z toho v Dagestánu 521 381. Okolo 1500 jich žije na Ukrajině (podle sčítání lidu z roku 2001 to bylo 1610 Dargů). V Dagestánu jsou druhou největší národností (16,6% populace) za Avary. V Rusku jsou devátou největší národností. Hovoří různými dargskými jazyky, které patří k severovýchodokavkazským jazykům. Dargové žijí na Kavkaze po staletí, zda jsou skupinou autochtonní, nebo na Kavkaz migrovali, se odborníci nemohou shodnout. Genetický výzkum ukázal, že 81% Dargů má v genetickém kódu blízkovýchodní haploskupinu J1, 11% východoevropskou haploskupinu R1a a jen 2% západoevropskou haploskupinu R1b. Ve většině jsou sunnitskými muslimy hlásícími se k šáfiovskému mazhabu.